# Michel Fokine

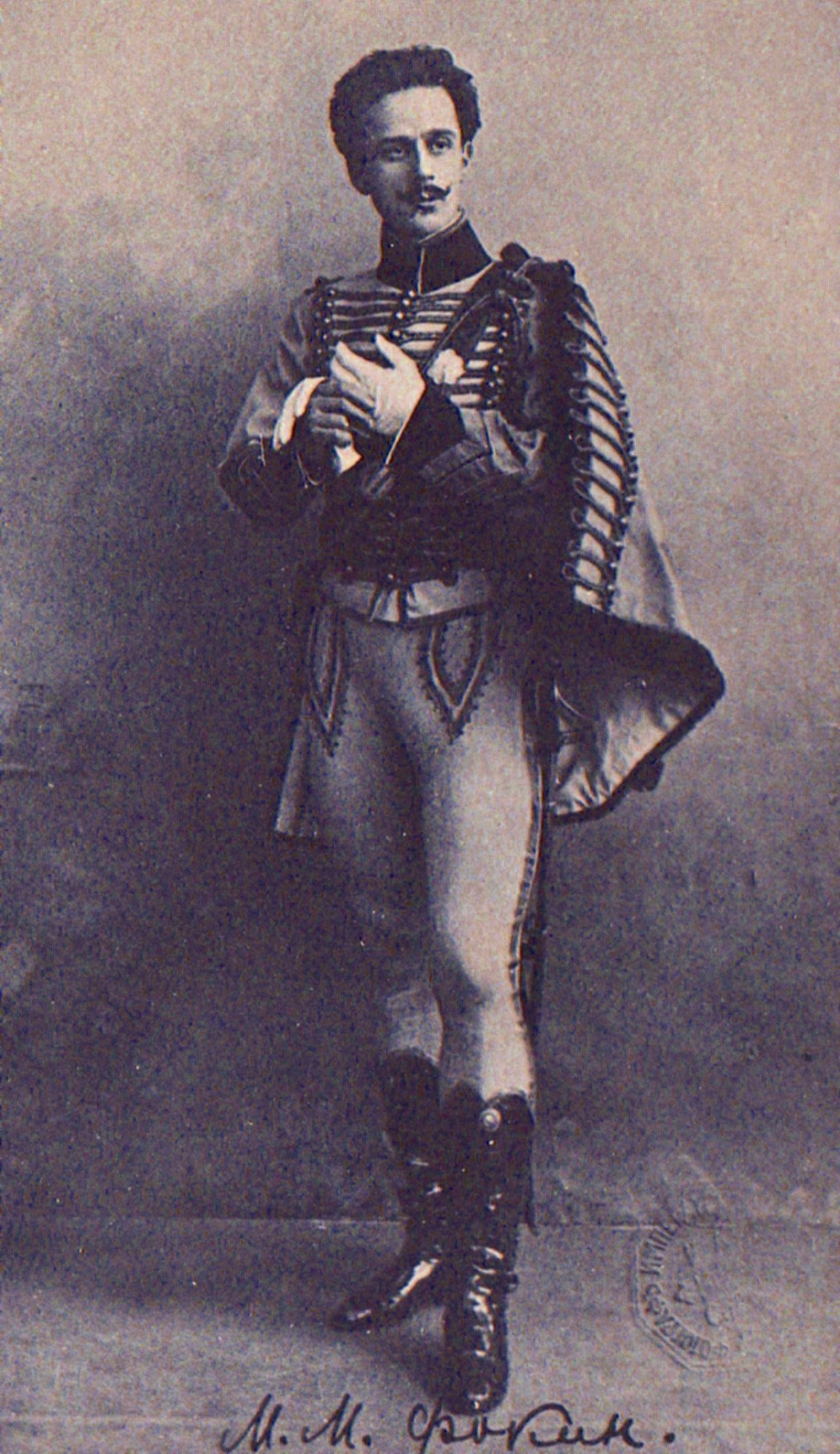
Fokine als Lucien d'Hervilly in Paquita, um 1905

Michel Fokine (französische Transkription; russisch Михаил Михайлович Фокин, Michail Michailowitsch Fokin) (* 11. Apriljul. / 23. April 1880greg. in Sankt Petersburg; † 22. August 1942 in New York City) war ein russisch-amerikanischer Choreograf. Er gilt als der Gründer des modernen Balletts.

## Leben
Michel Fokine wurde an der Kaiserlichen Ballettschule in Sankt Petersburg ausgebildet. 1898 hatte er sein Debüt am Mariinski-Theater. Ab 1902 arbeitete er schließlich selbst als Lehrer an der Kaiserlichen Ballettschule. In dieser Zeit entstanden unter anderem Acis und Galatea (1905, Ballett auf Musik von Ondřej Kadlec) und Der sterbende Schwan (1907), ein Solo für Anna Pawlowa.
1909 folgte er Sergei Djagilews Einladung nach Paris und wurde der Choreograf der Ballets Russes. Während des Pariser Gastspiels wurde am 19. Mai 1909 sein Ballett Polowetzer Tänze am Théâtre du Châtelet uraufgeführt. In den folgenden Jahren gelangte er mit Werken wie Les Sylphides (1909) und Der Feuervogel (1910) zu Weltruhm. Weitere Höhepunkte waren Petruschka (1911), Le Spectre de la Rose (1911) sowie Daphnis und Chloé (1912). 1912 verließ Michel Fokin die Ballets Russes, weil er eifersüchtig auf das enge Verhältnis zwischen Djagilew und Vaslav Nijinsky war, choreografierte aber 1914 erneut für die Ballets Russes, darunter Josephs Legende mit Léonide Massine in der Hauptrolle.
1919 wanderte er in die Vereinigten Staaten aus und arbeitete dort für verschiedene Ballettkompanien. 1932 erwarb er die US-Staatsbürgerschaft. Sein Lebenswerk umfasst mehr als 70 Ballette.